# Хохокам

Распространение хохокамской и соседних культур — Анасази и Могольон

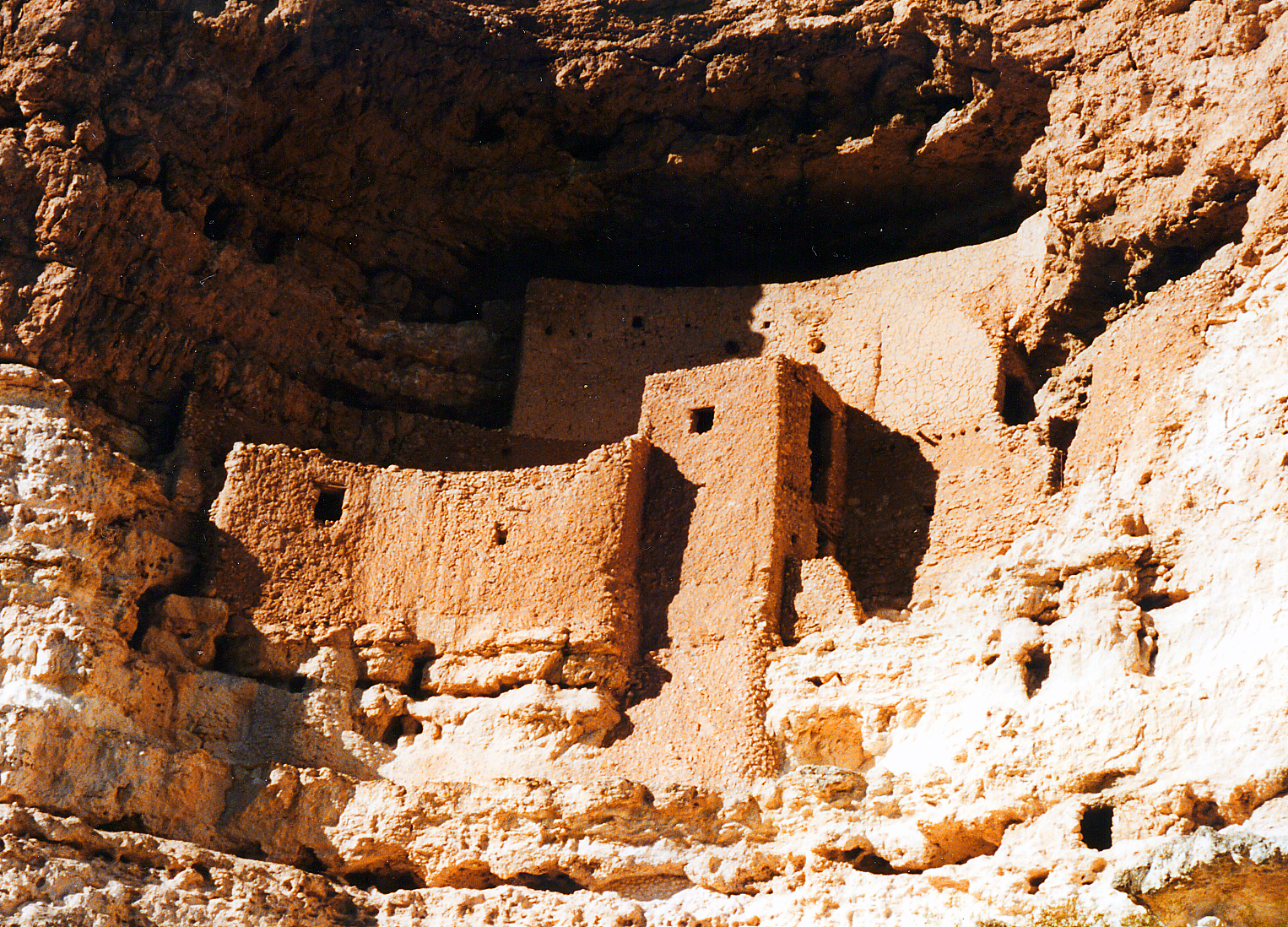
«Замок Монтесумы» — руины культуры Хохокам

Хохо́кам, англ. Hohokam — крупная доколумбова археологическая культура, существовавшая на юго-западе США (пустыня Сонора), частично затрагивавшая также территорию современной Мексики. Существовала с I по XV вв. н. э. Культуру идентифицировал в 1930-е гг. как отличную от соседних археолог Гарольд Глэдвин, который использовал название из языка индейцев оодхам для обозначения археологического памятника, который он раскапывал в долине Нижней Хилы (Lower Gila Valley).
Согласно местным преданиям, культура хохокам могла быть предком народов акимель-оодхам (пима) и тохоно-оодхам (папаго) в Южной Аризоне. Недавние исследования памятников народа Собайпури, предков современных пиманских народов юто-ацтекской семьи, показывают, что предки пима присутствовали в данном регионе как минимум со времён последних лет существования культуры Хохокам.

## Сельское хозяйство
Культура Хохокам использовала целый ряд примитивных каналов и запруд для своих сельскохозяйственных целей. В период с VII по XIV век они также сооружали и поддерживали крупные ирригационные сети у низовий реки Солт (Salt) и в средней части реки Хила (притока Колорадо), не менее сложные, чем аналогичные сооружения на древнем Ближнем Востоке, в Египте или Китае. Эти каналы сооружались при помощи примитивных копательных средств, без использования сложных инженерных технологий. Археологические исследования в течение последних 70 лет выявили, что хохокамцы выращивали такие культуры, как хлопок, табак, кукуруза, бобы и тыква, а также ряд дикорастущих растений. На позднем этапе развития хохокамцы также использовали методы безирригационного (сухого) земледелия, в основном для выращивания агавы. Сельское хозяйство было основано на ирригации каналами, что было важно в пустынных условиях и при сухом климате, при которых существовала данная культура, в результате чего сельскохозяйственные поселения со временем превратились в крупные посёлки-протогорода.

## Поселения
В целом хохокамские селения напоминали более поздние ранчо; обычно они возникали вблизи воды и земель, пригодных для вспахивания, состояли из отдельных групп жилых зданий, разделенных хозяйственными постройками и нежилыми участками. Ранние жилые постройки культуры Хохокам, такие как большие квадратные или прямоугольные дома — выглядят сохранившимися в неизменном виде с древнейших времен. Однако, к VII веку н. э. в уже полностью сформированном виде появляется самобытная архитектура культуры Хохокам, впрочем, сохранившая многие отличительные черты архаичных построек. Архаичные черты в архитектуре не исчезают в дальнейшем на протяжении всей истории культуры Хохокам. Жилое сооружение обычно представляло собой постройку в виде заглубленного примерно на 40 см в землю прямоугольного или квадратного дома с глиняным или утоптанным земляным полом, и чашеобразным глиняным очагом, расположенным недалеко от входа.

## Погребения

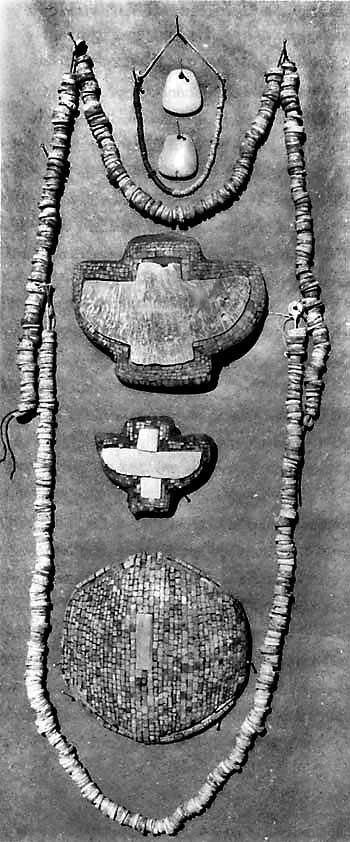
Бирюзовые изделия

Практика погребения со временем менялась. Первоначально основным методом было погребение в скорченном положении, что напоминало традицию соседней культуры Могольон к востоку от хохокамской. На поздней стадии формационного периода и в предклассический период хохокамцы кремировали покойников, что напоминало традиции культуры Патайян, расположенной западнее вдоль низовий реки Колорадо. Хотя иногда детали погребальной практики менялись, в целом традиция кремации оставалась для культуры Хохокам доминирующей примерно до 1300 г. н. э., когда, под влиянием соседнией культуры Саладо на севере и северо-востоке быстро распространилась традиция захоронения в земле. Особенности поздних погребений культуры Хохокам во многом напоминали погребения индейских племён тохоно и оодхам.